# 주니어 휴대 전화
주니어 휴대 전화(일본어: ジュニアケータイ 주니아케타이[*])는 KDDI / 오키나와 셀룰러 전화의 au 브랜드 전용 피처폰 단말기의 브랜드이다. 초등학교 4학년부터 초등학교 6학년까지의 아동을 주요 대상으로 하고 있다. KDDI는 "au 주니어 휴대폰"으로 상표 등록 (제 4948881호)하였다. 후속 브랜드로 《mamorino 시리즈》가 있다.